# José Antonio Mínguez Morales
José Antonio Mínguez Morales (Zaragoza, 1963-ibidem, 22 de mayo de 2019) fue un profesor y arqueólogo español.

## Biografía
Nacido en Zaragoza, desde muy pronto le atrajeron la historia, el arte y la arqueología y realizó sus estudios en la Universidad de Zaragoza, donde se licenció. Participó en distintas campañas de prospección y excavación en yacimientos como Celsa en Velilla de Ebro, Bílbilis, Labitolosa en La Puebla de Castro, La Caridad en Caminreal o La Corona en Fuentes de Ebro, además de colaborar con los trabajos que se realizaban en Gerasa, Jordania. En 1990 se doctoró gracias a la tesis La cerámica romana de paredes finas en el Valle medio del Ebro: la colonia victrix iulia lepida/celsa y su relación con el territorio del actual Aragón, dirigida conjuntamente por Manuel Martín Bueno y Miguel Beltrán Lloris. Desde ese momento el estudio de la cerámica romana se convirtió en uno de sus principales campos de investigación. Dicha tesis le sirvió de base para su libro La cerámica romana de paredes finas, publicado en 1991, en el que exponía un estado de la cuestión sobre este tipo de cerámica, incluyendo la historia de las investigaciones, sus características, talleres y centros de producción. Entre 1991 y 1999 ejerció como Profesor Asociado y Ayudante en la Universidad de Zaragoza, y desde 1999 hasta su fallecimiento ejerció como Profesor Titular en la Universidad de Valladolid.
Su actividad investigadora se centró en dos líneas, el estudio de la cerámica romana y la romanización del valle medio del Ebro y del ámbito pirenaico. En relación con la primera, destacaron sus investigaciones sobre el ceramista calagurritano Gaius Valerius Verdullus y sobre la cerámica de paredes finas, con el estudio de conjuntos procedentes de Celsa, Jaca, Labitolosa, Córdoba, Zaragoza, Astorga y Huesca. También estudió otras familias cerámicas, como las producciones engobadas del valle del Ebro, la terra sigillata hispánica de Celsa y la sudgálica del valle medio del Ebro. Respecto a la otra línea de investigación, sus estudios se centraron en el yacimiento de La Cabañeta, en El Burgo de Ebro, en lo que pudo ser el Castra Aelia citado por Tito Livio. Las excavaciones se prolongaron desde 1997 hasta 2017 y durante las mismas se hallaron el foro, un área sacra y un complejo termal, entre otros restos.